# Bolxoi Kinel
El Bolxoi Kinel - Большой Кинель (rus) - és un riu de Rússia, un afluent per la dreta del Samara.
Discorre pels territoris de les províncies d'Orenburg i de Samara. Té una llargària de 437 km i una conca de 15.200 km².
Neix a la part septentrional de la serralada dels Urals meridionals, els Obsxi Sirt, no gaire lluny del límit amb la República de Baixkíria. Flueix al començament en direcció nord-oest i oest per un paisatge d'estepa agrícola. El riu té molts afluents, i poc abans d'arribar al límit amb l'óblast de Samara passa per la ciutat de Buguruslan, i segueix en direcció oest per l'est de la província, passant per Pókhvistnevo.
Després de rebre les aigües del Saverutxka, gira cap al sud-oest, passant per la vila de Kinel Txerkassi. Continua en la mateixa direcció, passant per Otradni, abans de tornar a girar cap a l'oest després de rebre les aigües del Kutuluk i del Sarbai. Desemboca finalment al Samara, a uns 200 km de la ciutat de Samara, prop d'Ust-Kinelski i de Kinel.
El riu roman glaçat des de novembre a mitjans d'abril. Té un règim principalment nival i és navegable en el seu curs inferior.